# إبراهيم منير
إبراهيم منير أحمد (1 يونيو 1937م - 4 نوفمبر 2022)، سياسي وداعية إسلامي مصري شغل منصب القائم بأعمال المرشد العام لجماعة الإخوان المسلمين حتى سحب مجلس الشورى العام المصري منه الثقة وأعفاه من مهامه كقائم بالأعمال ونائب للمرشد في التنظيم المصري في أكتوبر 2021م، واستقر المجلس على تشكيل لجنة لتقوم بأعمال المرشد العام، يمثلها رسميا د. مصطفى طلبة، وظل إبراهيم منير يشغل منصب الأمين العام للتنظيم الدولي للجماعة، والمتحدث باسم الإخوان المسلمين بأوروبا والمشرف العام على موقع (رسالة الإخوان) حتى وفاته ولكن تم فصله نهائيًا من الجماعة من قبل مجلس الشوري في يوليو 2022 بسبب إنشاء كيانات موازية للكيانات الشرعية بالجماعة.
كان منير يعيش في لندن، وهو أحد مؤسسي منتدى الوحدة الإسلامية بلندن، وحُكم عليه بالأشغال الشاقة لـ 10 سنوات في قضية إحياء تنظيم الإخوان المسلمين عام 1965م وكان عمره وقتئذ 28 عاماً. وفي 26 يوليو 2012م أصدر الرئيس المصري السابق محمد مرسي عفوا عاما عنه نُشر في الجريدة الرسمية العدد 30 لسنة 2012م.

## سيرته

### هجرته إلى المملكة المتحدة
منذ وصول إبراهيم منير إلى المملكة المتحدة، أصبح ناشطًا في أنشطة الإخوان المسلمين، ليس فقط للترويج لقضايا حركة الاخوان المسلمين ولكن أيضًا للقضايا الإسلامية العامة. كان مديرًا في الجمعية الخيرية الإسلامية للإغاثة الإنسانية وصندوق التكافل ومؤسسة النهضة في التسعينيات. في مقابلة مع «الشرق الأوسط» عام 2011 قال إنه لم يزر مصر منذ عام 1987م.
يتم تنسيق أنشطة جماعة الإخوان المسلمين المصرية والتنظيم العالمي للإخوان المسلمين من مكتب الإخوان المسلمين في كريكلوود برودواي في لندن. من مكتب كريكلوود برودواي، تنشر جماعة الإخوان المسلمين أيضًا النشرة الإخبارية الأسبوعية باللغة العربية «رسالة الإخوان» والتي يكون إبراهيم منير المشرف العام عليها ونائبه محمود الأبياري رئيس التحرير.

### قضية التنظيم الدولي للإخوان لعام 2009م حصر أمن دولة عليا طوارئ
في عام 2009م، أحال النائب العام المصري عبد المجيد محمود قضية ضد قيادي في جماعة الإخوان المسلمين في الخارج إلى محكمة طوارئ أمن الدولة العليا لمحاكمتها. أحد المتهمين في القضية هو إبراهيم منير. سبق أن برأته المحاكم الدنيا في مصر في قضية تعرف باسم الشبكة العالمية. من بين التهم غسل الأموال وجمع الأموال في الخارج لجماعة محظورة. حوكم منير غيابيا وحكم عليه بالسجن 5 سنوات.
وفي رد على الحكم الصادر عن المحكمة المصرية، قال منير إنه «يحترم القضاء المصري لكن النظام ألزمه بذلك، مشيرًا إلى أن العدالة الدولية كافية لإثبات براءته، وينفي أي اتهامات كاذبة اختلقها النظام المصري.» في غضون يوم واحد من صدور الحكم في مصر، استأنف إبراهيم منير الحكم أمام محكمة بريطانية كانت ستنظر في قضيته في غضون شهر. «حُكم عليّ بالسجن خمس سنوات بتهمة غسل الأموال أمام محكمة أمن الدولة الطارئة يوم السبت». وأشار إلى أنه «سيلجأ إلى محكمة العدل الدولية لإثبات براءته». مع كل اللوائح الصارمة بشأن تحويل الأموال قال إنه من الصعب غسل الأموال من المملكة المتحدة إلى مصر.

### جنازة أربكان عام 2011
في أوائل مارس 2011، توفي رئيس الوزراء التركي الأسبق نجم الدين أربكان ودُفن في إستانبول. جاء دفن أربكان بوفد كبير من جماعة الإخوان المسلمين المصرية إلى إستانبول وضم المرشد الأعلى للإخوان المصريين السابق مهدي عاكف ومحمود عزت وسعد الكتاتني وأيمن علي ويوسف ندا وأيضًا إبراهيم منير ومساعده محمود الأبياري.

### منير منذ الإطاحة بالرئيس المصري مرسي
منذ الانقلاب المصري عام 2013 الذي أطاح بالرئيس المصري المنتمي لجماعة الإخوان المسلمين محمد مرسي، أصبح مكتب جماعة الإخوان المسلمين في لندن المقر الفعلي للإخوان المسلمين المصريين خارج مصر، وكان إبراهيم منير في موقع قيادي. منذ أن فقدت جماعة الإخوان المسلمين السلطة في مصر، أصبح موقف منير أكثر وضوحا.
في 17 يوليو 2013، كتب منير افتتاحية في الشرق الأوسط حيث ادعى أن الإطاحة بمرسي كانت في الواقع انقلابًا عسكريًا.
أيضًا على وسائل التواصل الاجتماعي، يمكن رؤية إبراهيم منير وهو يحضر العديد من المظاهرات في لندن التي نظمتها منظمات مختلفة غالبًا ما تكون قريبة من جماعة الإخوان المسلمين تحت مظلة تحالف المملكة المتحدة المناهض للانقلاب الذي غالبًا ما يظهر علامة رابعة.

### تقرير جنكينز عن الإخوان المسلمين
في أبريل 2014، كلف رئيس الوزراء البريطاني ديفيد كاميرون بإجراء مراجعة داخلية للإخوان المسلمين، بما في ذلك أصولها وأيديولوجيتها وسجلها داخل وخارج الحكومة؛ وتنظيمها وأنشطتها في المملكة المتحدة وخارجها. التحقيق بدأ في وقت سابق. في يونيو 2014، كان من المقرر أن يلتقي إبراهيم منير مع السير جون جنكينز الذي قاد مراجعة حكومة المملكة المتحدة للإخوان المسلمين. وقال منير عن المراجعة: «بغضّ النظر عن نتيجة المراجعة، سنلتزم بمبادئنا - والمبدأ الأساسي هو العمل السلمي»، على حد قوله. وأضاف «سنلتزم بالقانون البريطاني لكن التاريخ سيحكم على هذا الإجراء. أتوقع أن تؤدي هذه المراجعة إلى مسح اسم الإخوان. لكن إذا كانت النتيجة سلبية فسنتعامل معها بشكل قانوني.»
في النتائج المنشورة لمراجعة حكومة المملكة المتحدة لجماعة الإخوان المسلمين، لم يذكر منير بالاسم ولكن من الواضح أن فريق المراجعة تحدث معه. «أبلغ العضو الأقدم في جماعة الإخوان المسلمين المقيم بشكل دائم في المملكة المتحدة فريق المراجعة أنه نسق بعض الأنشطة الدولية للإخوان المسلمين، ولكن ليس نشاط الإخوان المسلمين في هذا البلد».

### تعيينه نائبًا للقائم بأعمال فضيلة المرشد العاملجماعة الإخوان المسلمينفي مصر
في أغسطس 2015، نفى إبراهيم منير التقارير التي ظهرت على السطح في الصحف المصرية والعربية عن أنه أصبح نائب المرشد العام للإخوان المصريين. وأصدر بيانا قال فيه: «أؤكد أن الدكتور محمود عزت لا يزال نائب المرشد الأعلى والمرشد الأعلى بالإنابة. وفيما يتعلق بتكليفي بمهام نائب المرشد الأعلى، فقد تم تكليفي بهذا منذ فترة وليس بجديد.» في 4 سبتمبر 2020، بعد أيام من اعتقال عزت القائم بأعمال المرشد العام لجماعة الإخوان المسلمين محمود عزت أعلنت الجماعة تعيين إبراهيم منير (نائب المرشد)، قائما بأعمال المرشد العام لها.

### الحكم غيابيًا عليه
في سبتمبر 2021م، أحالت النيابة العامة بمصر كل من إبراهيم منير غيابيا، وعبد المنعم أبو الفتوح و24 متهما حضوريا في القضية رقم 1059 لسنة 2021م جنايات أمن دولة طوارئ التجمع الخامس إلى محكمة جنايات أمن الدولة طوارئ.

### إعفاؤه من قيادة الإخوان المسلمين في مصر
وفي أكتوبر 2021م قام مجلس الشورى العام المصري - بمشاركة معظم أعضائه (75% من أعضاء المجلس بالخارج والداخل) بسحب الثقة منه وإعفائه من مهامه كقائم بأعمال المرشد ونائب له، ، ثم تقدم خليفته لائحيا عضو مكتب إرشاد الجماعة محمود حسين بطلب للمجلس بتجنب تطبيق اللائحة بخصوص تعيينه قائما بأعمال المرشد وإعادة الأمر للمجلس، فتم تكليف لجنة لتقوم بمهام المرشد العام يمثلها مصطفى طلبة.
وفي 12 يوليو 2022، أعلنت جماعة الإخوان المسلمين في بيان لها اعفاء إبراهيم منير من عضوية الجماعة نتيجة «عدم الالتزام بقرارات مؤسسات الجماعة الشرعية وتشكيل كيانات موازية بعيداً عن هذه المؤسسات» وذكر البيان أيضا 13 عضوا من أعضاء الشورى العام الذين شاركوا في هذا الانشقاق وتشكيل مجلس شورى موازي للمجلس الشرعي، وأكدت الجماعة على أنهم لم يعودوا يمثلوا الجماعة، مع الترحيب بعودتهم للجماعة إذا ما قرروا تغيير موقفهم. كان أكبر عضو في جماعة الإخوان المصرية حتى أكتوبر 2021 عندما اتخذ مجلس شورى الإخوان المصريين قرارًا بسحب الثقة منه، وإعفائه من مسؤوليته في جماعة الإخوان في مصر.

### وفاته
توفي فجر الجمعة 4 نوفمبر 2022 عن عمر يناهز 85 عامًا في لندن، ونعته جماعة الإخوان المسلمين عبر موقعها الرسمي.